# Sylvichadsia perrieri
Sylvichadsia perrieri là một loài thực vật có hoa trong họ Đậu. Loài này được (R.Vig.) Du Puy & Labat miêu tả khoa học đầu tiên.